# 青山行政バス
青山行政バス（あおやまぎょうせいバス）は、三重県伊賀市の旧青山町を運行するコミュニティバスである。三重交通に委託して運行されている。

## 概要
青山町駅前を基準点として運行するコミュニティバスであり、青山複合施設アオーネ・伊賀神戸駅・滝・高尾・霧生上出の各停留所へ向かう路線を運行する。

## 歴史
- 2000年（平成12年）4月1日：三重交通の廃止代替バスとして「青山町営バス」という名称で運行を開始。
- 2004年（平成16年）11月1日：市町村合併により伊賀市となり、「青山行政バス」に改称。

## 運賃
- 大人200円、小児（小学生）100円。

※全区間共通。未就学児（幼児・乳児）は無料、障がい者は半額。

## 路線
下記の各路線を運行。各路線とも日曜・祝日と正月三が日は全便が運休する。なお、年末（12月29日 - 12月31日）は土曜ダイヤで運行する。

### 羽根線
- （青山町駅前 → ）新羽根橋 → 後瀬橋 → 青山町駅前 → 青山複合施設アオーネ

※火曜・金曜のみ運行（運行本数：青山町駅前始発と新羽根橋始発を午前に1便ずつ）。

### 伊賀神戸線
- 青山複合施設アオーネ - 青山町駅前 - 羽根東 - 伊賀神戸駅

※平日のみ運行。午前に1往復、午後に1.5往復（伊賀神戸駅始発のほうが1便多い）を運行する。

### 滝線
- （福祉センター → ）青山中学校 → 青山小学校前 → 別府 → 青山町駅前 → 青山複合施設アオーネ → 青山町駅前 → 別府 → 上津駅口 → 伊勢路 → 北山 → 勝地 → 滝
- 青山複合施設アオーネ → 青山町駅前 → 別府 → 上津駅口 → 伊勢路 → 北山 → 勝地 → 滝
- 青山複合施設アオーネ ← 青山町駅前（ ← 別府 ← 青山小学校前（ ← 福祉センター） ← 青山中学校 ← 青山小学校前） ← 別府 ← 上津駅口 ← 伊勢路 ← 北山 ← 勝地 ← 滝

※一部の便は火曜・金曜のみ運行。福祉センター経由は平日朝に1便のみ、福祉センター始発は夕方に1便のみ運行。なお、他のカッコ内も一部のみ経由するが、解説は省略する。

### 高尾線
- （青山複合施設アオーネ - ）青山町駅前 - 青山ホール前 - 青山小学校前 - （青山中学校 - ）桐ヶ丘七丁目 - 石神橋 - 山立橋 - 種生学校前 - 出合橋 - 原池 - 観音寺 - 高尾
- 桐ヶ丘 → 桐ヶ丘八丁目 → 桐ヶ丘七丁目 → 石神橋 → 山立橋 → 種生学校前 → 出合橋 → 原池 → 観音寺 - 高尾

※一部の便は火曜・金曜のみ運行。福祉センター経由は平日に1往復、桐ヶ丘始発は土曜朝に1便をそれぞれ運行する。
※［青山複合施設アオーネ - 青山町駅前］間を運行しない便や青山中学校を経由しない便が混在する。

### 霧生線
- 青山複合施設アオーネ - 青山町駅前 - 青山ホール前 - 青山小学校前 - （（福祉センター - ）青山中学校 - ）桐ヶ丘八丁目 - 桐ヶ丘七丁目 - 老川如来 - 庄原口 - 諸木 - 霧生 - 霧生上出
- 桐ヶ丘 → 桐ヶ丘八丁目 → 老川如来 → 庄原口 → 諸木 → 霧生 → 霧生上出

※一部の便は火曜・金曜のみ運行。福祉センター経由は平日に1往復のみ運行。桐ヶ丘始発は土曜朝に1便のみ運行。青山中学校を経由する便・しない便が混在する。

## 車両
三重交通が所有する車両を用いて運行するため、当コミュニティバスの専属車はない。なお、下記に掲載した車両は運行を担当した車両の一例である。
- いすゞ・エルガミオ